# Mate Bilić
Mate Bilić (ur. 23 października 1980 w Splicie) – piłkarz chorwacki grający na pozycji napastnika.

## Kariera klubowa
Bilić piłkarską karierę zaczynał w rodzinnym mieście Splicie, w zespole tamtejszego Hajduka. Już jako junior uchodził za duży talent, ale szanse w pierwszym zespole splickiej drużyny dostał dopiero w sezonie 1998/1999, kiedy wszedł na boisko w jednym meczów sezonu. By móc się ogrywać został do końca sezonu wypożyczony do klubu z 5. ligi chorwackiej Mosor Zrnovnica. W sezonie 1999/2000 Bilić wrócił do Hajduka, gdzie grał już dużo częściej. W ataku za partnerów miał wówczas takich zawodników jak Mate Baturina, Zvonimir Deranja czy Jurica Vučko. Jednak młody Bilić nie przestraszył się konkurencji i często rozpoczynał mecze w pierwszym składzie. Przez cały sezon uzbierało się 28 występów i 7 zdobytych goli, co jak na 19-latka było dobrym wynikiem. W tamtym sezonie Bilić mógł sobie także dopisać pierwszy większy sukces w karierze, jakim było zdobycie przez Hajduk Pucharu Chorwacji. Sezon 2000/2001 był dla Bilicia jeszcze lepszy. Hajduk wywalczył po 6 latach hegemonii Dinama Zagrzeb mistrzostwo kraju, a Bilić stał się jednym z najlepszych strzelców zespołu. Razem z Deranją zdobyli po 11 bramek.
Dobra gra w lidze Bilicia zaowocowała transferem do Realu Saragossa. Jednak w ataku Saragossy była duża konkurencja, a w tejże formacji występowali tacy piłkarze jak choćby Savo Milošević, Luciano Galletti czy Juanele. Bilić miał duże problemy z przebiciem się do składu, a drużyna Saragossy rozegrała bardzo słaby cały sezon ostatecznie zajmując ostatnią lokatę w Primera División i spadając do drugiej ligi. Bilić zagrał tylko w 18 meczach i zdobył 1 bramkę. Od czasu spadku Realu Bilić był notorycznie wypożyczany do innych klubów. Sezon 2002/2003 spędził w UD Almería. Tam częściowo odbudował swoją formę zdobywając 9 goli i wydawało się, że powróci do Saragossy, jednak silniejszą pozycję w klubie mieli David Villa, Galletti czy Goran Drulić. Na kolejny sezon 2003/2004 Bilić został wypożyczony do silniejszego od Almerii klubu Sporting de Gijón. Tam wiodło mu się bardzo dobrze. Zdobył 15 bramek i był jednym z najlepszych strzelców ligi. Sporting nieco rozczarował i zajął dopiero 5. miejsce w lidze nie awansując do Primera División. W sezonie 2004/2005 Bilić grał w innym drugoligowcu Córdoba CF, do której przeszedł z Saragossy na zasadzie wolnego transferu. Klub z Kordowy spadł jednak z ligi. Rozczarował także Bilić, który strzelił tylko 3 gole przez cały sezon. Latem 2005 jego kariera w drugiej lidze się przedłużyła i Mate był piłkarzem UE Lleida. Jego 18 bramek w sezonie nie pomogło jednak w utrzymaniu w lidze i po raz kolejny drużyna, w której grał Bilić spadła o klasę niżej.
W sierpniu 2006 doszło do zwrotu w karierze Bilicia, gdyż podpisał on kontrakt do 2008 roku z austriackim pierwszoligowcem Rapidem Wiedeń. W 2008 roku został z nim mistrzem Austrii, jednak jeszcze w trakcie sezonu odszedł do Sportingu Gijon. Na koniec sezonu awansował do Primera Division. 13 września 2008 w meczu z Sevillą (3:4) uzyskał hat-tricka.
| Sezon     | Klub            | Kraj      | Rozgrywki                            | Mecze | Bramki |
| --------- | --------------- | --------- | ------------------------------------ | ----- | ------ |
| 1998/1999 | Hajduk Split    | Chorwacja | Prva HNL                             | 1     | 0      |
| 1998/1999 | Mosor Zrnovnica | Chorwacja | 5. liga chorwacka                    | ?     | ?      |
| 1999/2000 | Hajduk Split    | Chorwacja | Prva HNL                             | 28    | 7      |
| 2000/2001 | Hajduk Split    | Chorwacja | Prva HNL                             | 32    | 11     |
| 2001/2002 | Real Saragossa  | Hiszpania | Primera División                     | 18    | 1      |
| 2002/2003 | UD Almería      | Hiszpania | Segunda División                     | 31    | 9      |
| 2003/2004 | Sporting Gijón  | Hiszpania | Segunda División                     | 40    | 15     |
| 2004/2005 | Córdoba CF      | Hiszpania | Segunda División                     | 31    | 3      |
| 2005/2006 | UE Lleida       | Hiszpania | Segunda División                     | 42    | 18     |
| 2006/2007 | Rapid Wiedeń    | Austria   | Bundesliga austriacka w piłce nożnej | 35    | 11     |
| 2007/2008 | Rapid Wiedeń    | Austria   | Bundesliga austriacka w piłce nożnej | 19    | 6      |
| 2007/2008 | Sporting Gijón  | Hiszpania | Segunda División                     | 18    | 9      |
| 2008/2009 | Sporting Gijón  | Hiszpania | Primera Division                     |       |        |

## Kariera reprezentacyjna
W reprezentacji Chorwacji Bilic zadebiutował 14 października 2009 w wygranym 2:1 meczu eliminacji Mistrzostw Świata 2010 z Kazachstanem. Grał też w młodzieżowych reprezentacjach swojego kraju w kategoriach Under-21 i Under-19.